# Lucius Iunius Gallio Annaeanus
Lucius Iunius Gallio Annaeanus († 65) war ein römischer Politiker in der ersten Hälfte des 1. Jahrhunderts.

## Leben
Sein Geburtsname war Lucius Annaeus Novatus, er war der älteste Sohn des Annaeus Seneca (Seneca des Älteren) und damit ein älterer Bruder des Lucius Annaeus Seneca (Seneca des Jüngeren) und des Annaeus Mela, des Vaters des Dichters Marcus Annaeus Lucanus (Lucan). Er wurde von einem Freund des älteren Seneca, dem Senator und Rhetor Lucius Iunius Gallio, adoptiert, was zur Änderung des Namens führte.
Gallio war Senator, Quästor und Präfekt. Plinius der Ältere beschreibt ihn als lungenkrank. Sein Bruder Seneca widmete ihm de ira und de vita beata. Als Prokonsul der Provinz Achaea 51/52 (dies belegt eine in Delphi gefundene Inschrift) hatte Gallio Kontakt mit Paulus von Tarsus (Apg 18,12–17 ). Im Jahr 56 war er Suffektkonsul. Als ihm im Jahr 65 die Hinrichtung drohte, nahm er sich das Leben.